# Trewir
Trewir (niem. Trier; fr. Trèves; luks. Tréier; łac. Augusta Treverorum) – miasto na prawach powiatu w zachodnich Niemczech, w kraju związkowym Nadrenia-Palatynat, siedziba gminy związkowej Trier-Land, port nad Mozelą. Miasto uniwersyteckie.
Trewir pretenduje do miana najstarszego miasta w Niemczech. W 16 p.n.e., w ramach akcji romanizacyjnej na obszarze celto-germańskiego szczepu Trewerów, Rzymianie założyli osadę o nazwie Augusta Treverorum. Miasto było jednym z centrów administracyjnych i „podstolic” cesarstwa rzymskiego, miastem rezydencyjnym Konstancjusza I i jego syna Konstantyna Wielkiego. Za Konstantyna Wielkiego dokonano podziału Cesarstwa Rzymskiego na cztery prefektury – Wschód (Konstantynopol), Illyricum (Sirmium), Italia (Mediolan) oraz Galia (Trewir).
Od 273 Trewir jest siedzibą biskupów katolickich. W średniowieczu arcybiskup trewirski był jednym z książąt Rzeszy i elektorów Świętego Cesarstwa Rzymskiego (władającym niezależnym Arcybiskupstwem Trewiru).
Najprawdopodobniej ok. 330 w Trewirze zmarła św. Helena, matka cesarza Konstantyna Wielkiego.
W 1818 w Trewirze urodził się Karl Marx.
W 1986 rzymskie zabytki Trewiru, katedrę św. Piotra oraz kościół Najświętszej Marii Panny wpisano na listę dziedzictwa kulturowego UNESCO.

## Geografia fizyczna

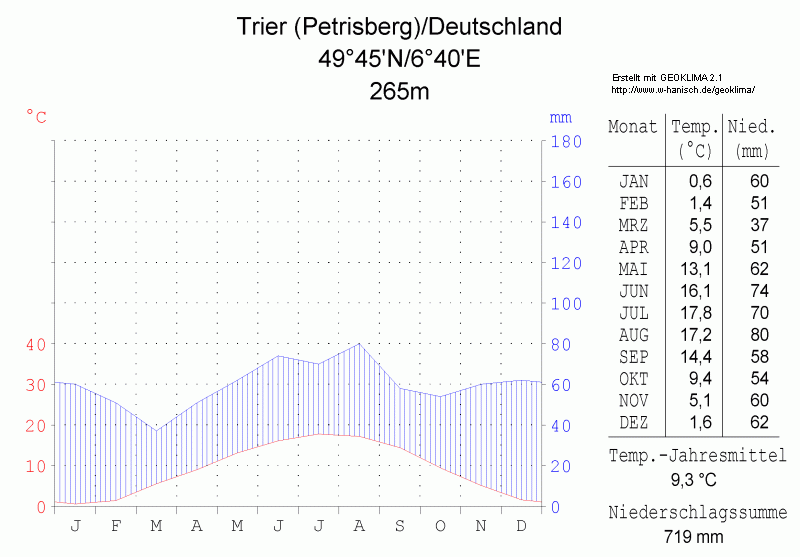
Klimat Trewiru (Petrisberg)

### Położenie
Trewir leży w środkowej części doliny Mozeli. Większa część miasta ulokowana jest na wschodnim brzegu rzeki. Wzgórza wokół Trewiru – wykorzystywane pod uprawę winorośli – rozciągają się aż do łańcucha Hunsrück na południu i do Eifel na północy.
Położony jest w pobliżu granicy Niemiec z Luksemburgiem. Najbliższe duże miasta to Saarbrücken (ok. 80 km na południowy zachód), Koblencja (ok. 100 km na północny wschód) oraz Luksemburg (ok. 50 km na zachód).

### Klimat
Trewir znajduje się w strefie klimatu umiarkowanego.
Średnia roczna temperatura powietrza w Trewirze wynosi 9,3 °C. Całkowita średnioroczna suma opadów to 719 mm. Najcieplejszymi miesiącami są lipiec i sierpień (średnia temp. 16,1–17,8 °C), a najchłodniejszymi grudzień, styczeń i luty (średnia temp. −0,6–1,6 °C). Najobfitsze opady występują pomiędzy czerwcem a sierpniem (70–80 mm), a najmniejsze w marcu (37 mm).

## Geografia społeczno-ekonomiczna

### Sąsiednie gminy
Miasto na prawach powiatu Trewir jest otoczone przez tereny należące do powiatu Trier-Saarburg. W najbliższym sąsiedztwie znajdują się powiaty: Eifelkreis Bitburg-Prüm oraz Bernkastel-Wittlich.
Trewir graniczy z następującymi gminami (zgodnie z ruchem wskazówek zegara):
- Schweich, Kenn i Longuich na terenie gminy związkowej Schweich an der Römischen Weinstraße
- Mertesdorf, Kasel, Waldrach, Morscheid, Korlingen, Gutweiler, Sommerau i Gusterath na terenie gminy związkowej Ruwer
- Hockweiler i Franzenheim na terenie gminy związkowej Trier-Land
- Konz, Pellingen na terenie gminy związkowej Konz
- Igel, Trierweiler, Aach, Newel, Kordel i Zemmer na terenie gminy związkowej Trier-Land

### Podział administracyjny i zagospodarowanie przestrzenne
Po Moguncji, Ludwigshafen am Rhein i Koblencji, Trewir jest czwartym co do wielkości miastem Nadrenii-Palatynatu.
Miasto podzielone jest na 19 okręgów (niem. Ortsbezirk). Każdy okręg posiada własną radę (niem. Ortsbeirat) oraz administratora (niem. Ortsvorsteher). Okręgi Trewiru według numerów administracyjnych (w nawiasie nazwa dzielnicy):
| - 11 Mitte/Gartenfeld - 12 Nord (Nells Ländchen, Maximin) - 13 Süd (St. Barbara, St. Matthias bzw. St. Mattheis) - 21 Ehrang/Quint - 22 Pfalzel - 23 Biewer - 24 Ruwer/Eitelsbach | - 31 West/Pallien - 32 Euren (Herresthal) - 33 Zewen (Oberkirch) - 41 Olewig - 42 Kürenz (Alt-Kürenz, Neu-Kürenz) - 43 Tarforst - 44 Filsch | - 45 Irsch - 46 Kernscheid - 51 Feyen/Weismark - 52 Heiligkreuz (Alt-Heiligkreuz, Neu-Heiligkreuz, St. Maternus) - 53 Mariahof (St. Michael) |

## Historia

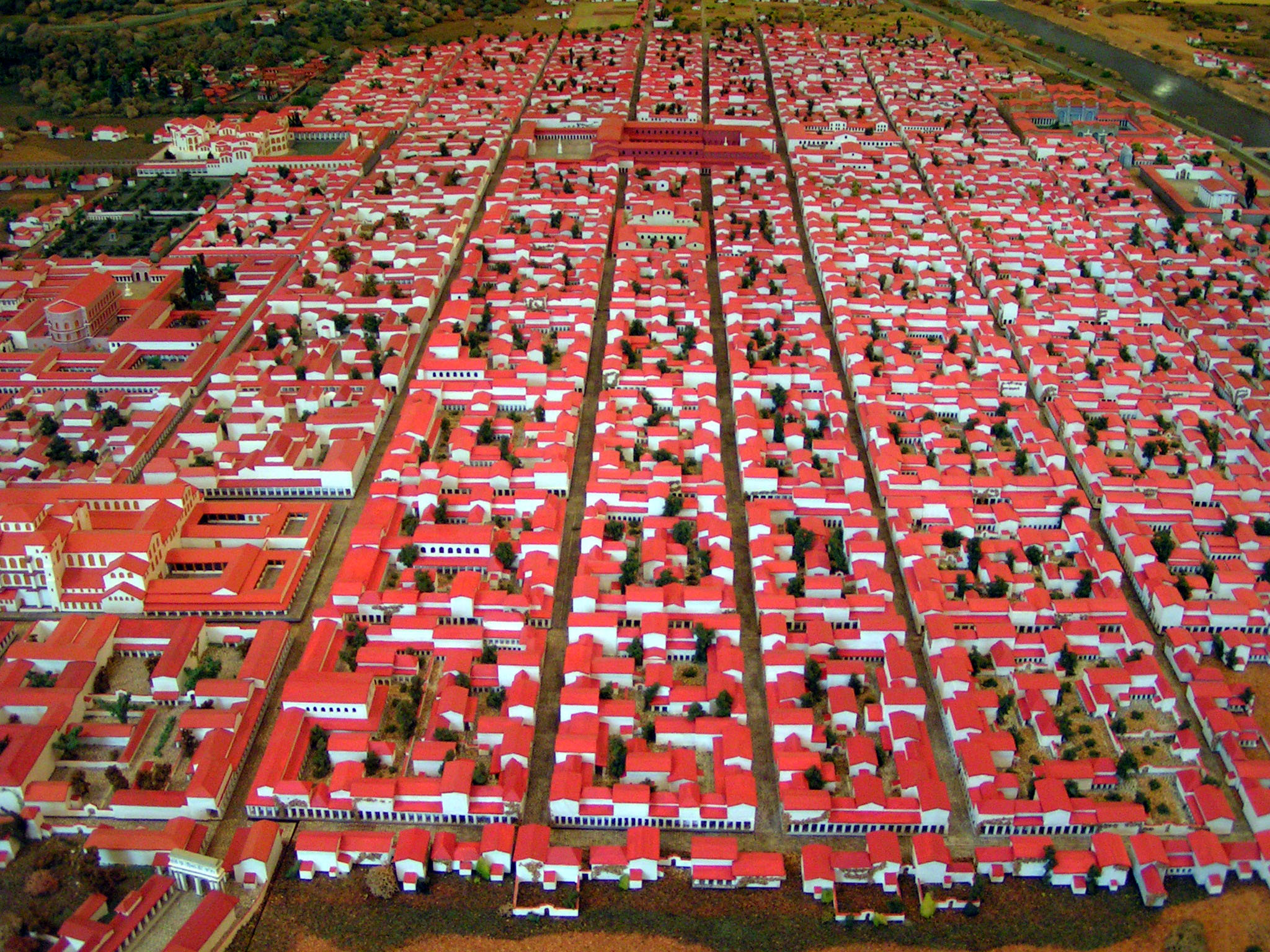
Makieta Augusta Treverorum, IV w. (widok od strony Porta Nigra)

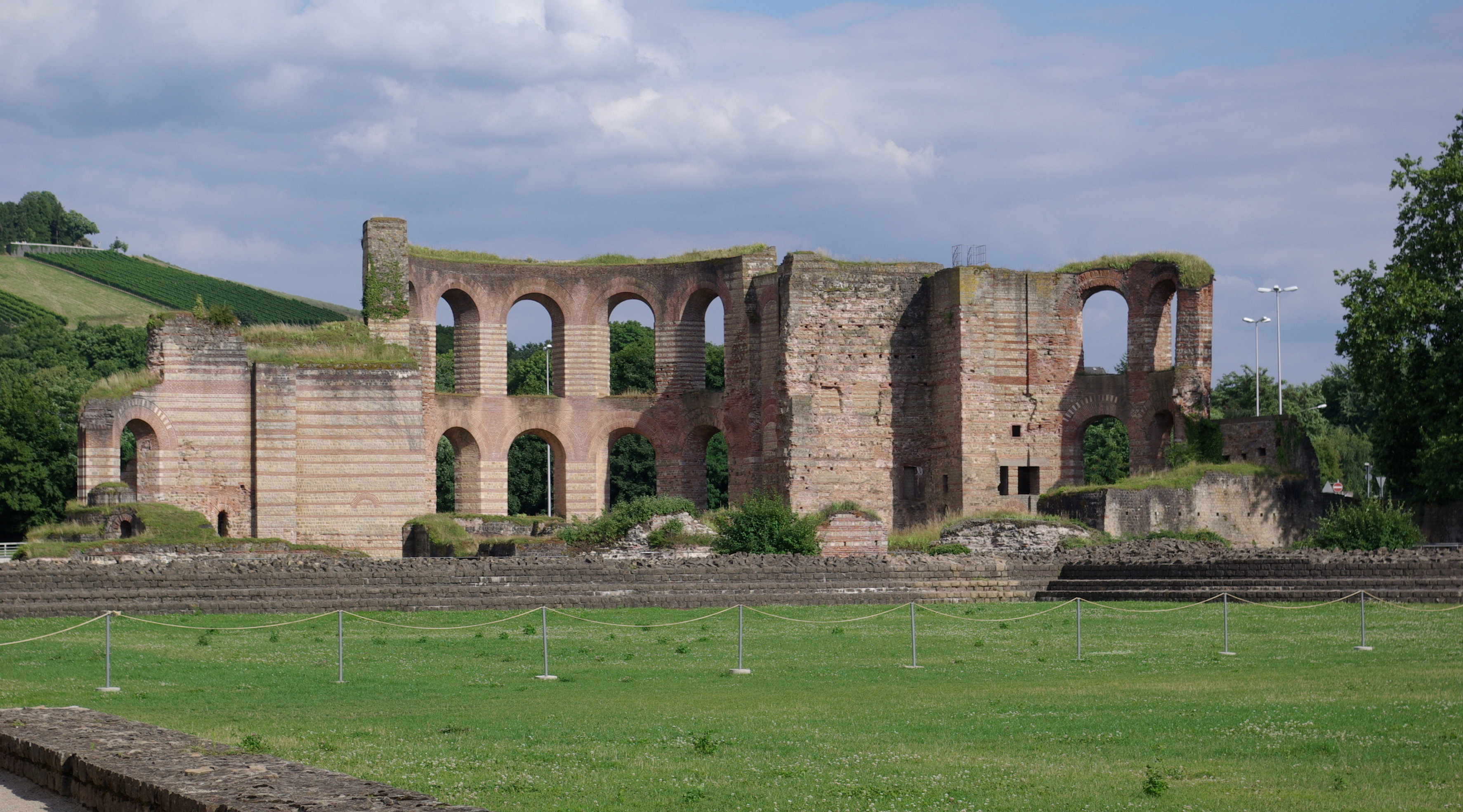
Termy Cesarskie w Trewirze

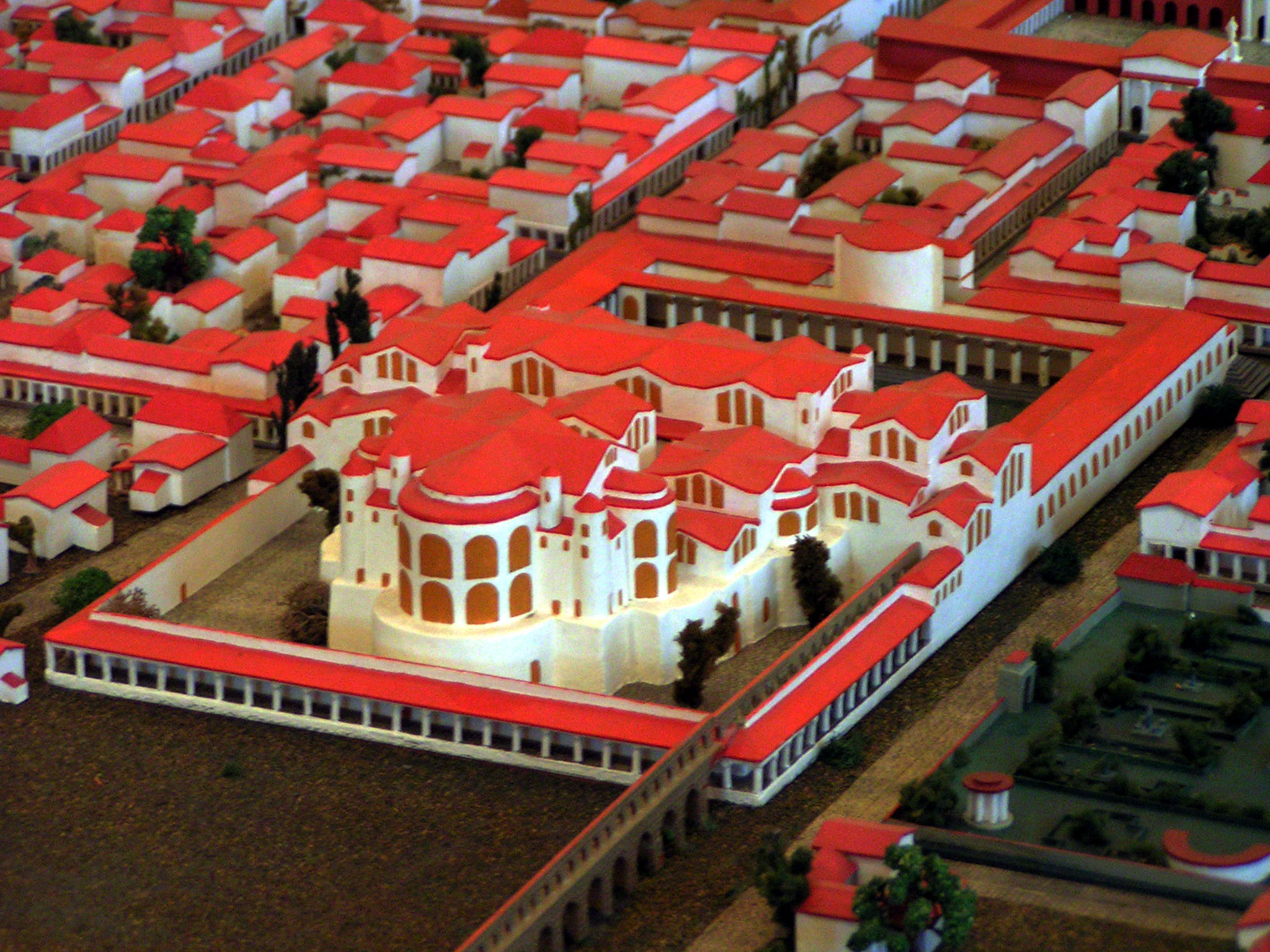
Termy Cesarskie w Trewirze (Makieta, IV wiek)

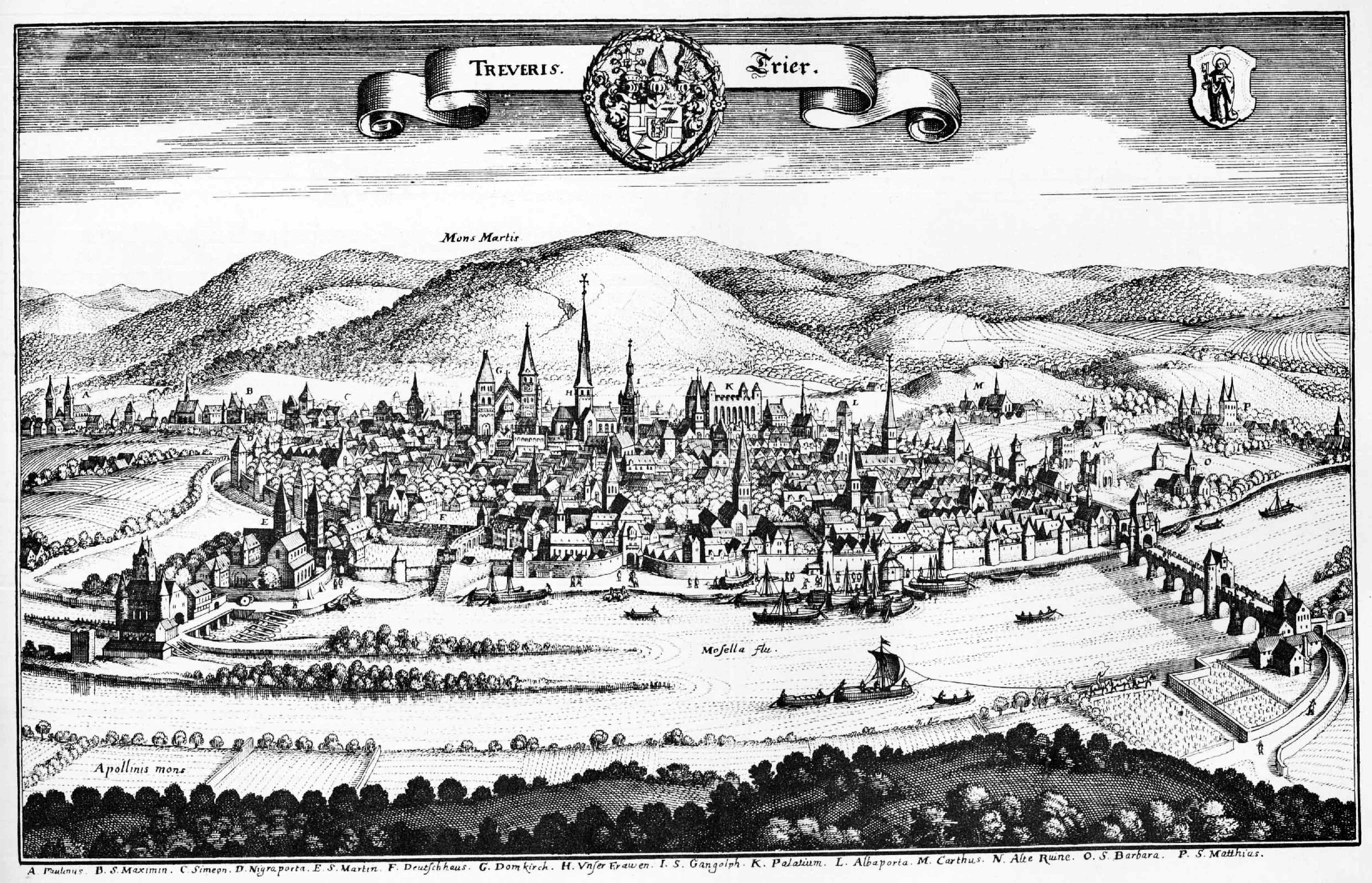
Trewir ok. 1548, sztych Meriana z 1646

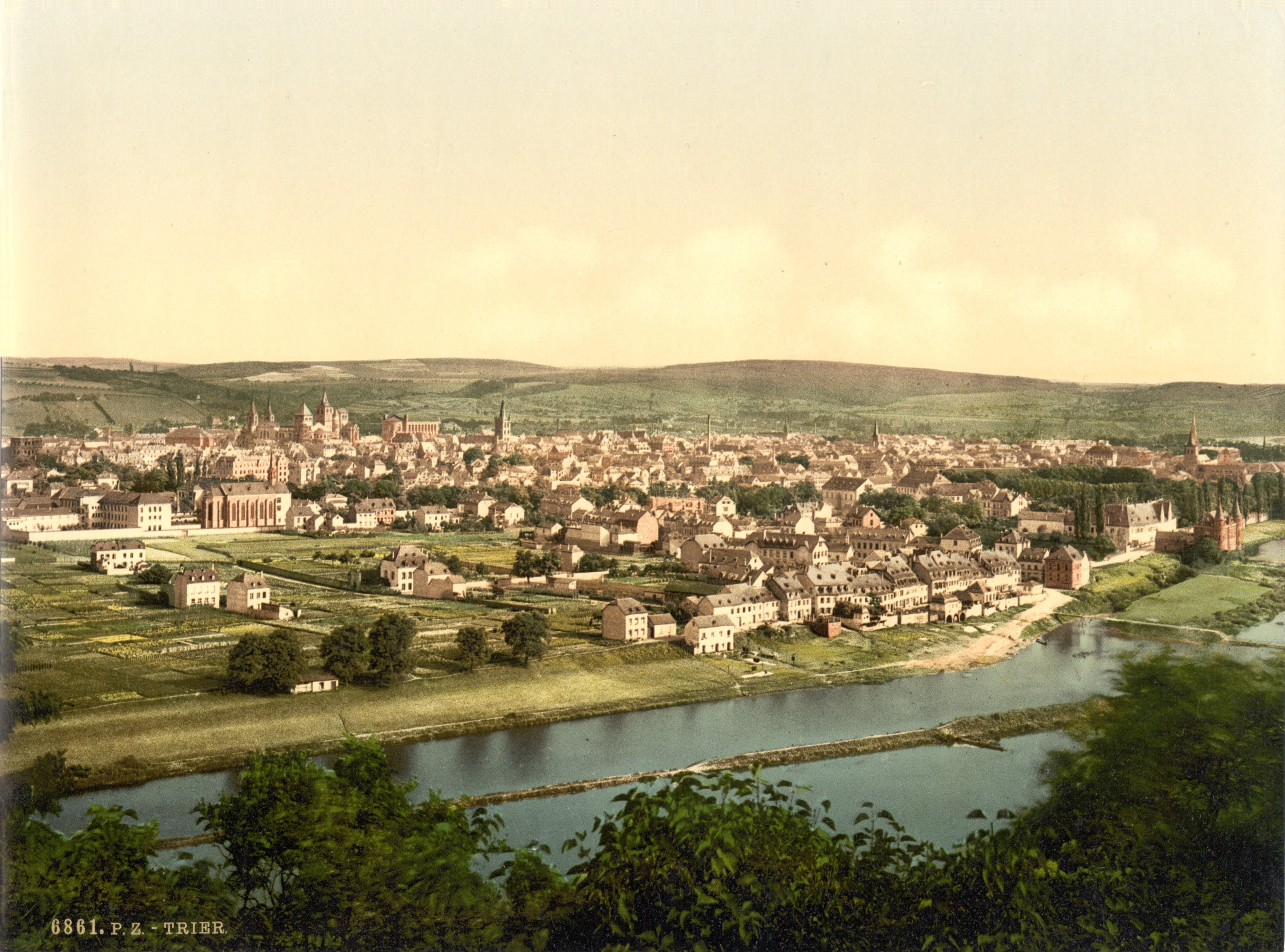
Trewir, ok. 1900

### Czasy rzymskie
Według podania o powstaniu Trewiru, spisanego po raz pierwszy w 1105 roku w Gesta Treverorum, miasto zostało założone przez Trebeta (syna króla Asyryjczyków Ninusa) 1300 lat przed powstaniem Rzymu. Do legendy tej nawiązuje napis z 1684, umieszczony na Domu Czerwonym (niem. Rotes Haus) przy trewirskim Rynku Głównym (niem. Hauptplatz): „ANTE ROMAM TREVERIS STETIT ANNIS MILLE TRECENTIS” (pol. Przed Rzymem Trewir stał 1300 lat). Znaleziska archeologiczne stwierdzają obecność osadników na tym terenie w III wieku p.n.e. Obszar Trewiru zamieszkiwany był przez szczep celtycki, Trewerów.
Legiony Juliusza Cezara podbiły plemiona Trewerów pomiędzy 58 a 50 p.n.e. W 30 p.n.e. u podnóża Petrisbergu powstał obóz wojskowy, który jednak nie był długo użytkowany. Dopiero w 16 p.n.e. Rzymianie założyli miasto nazwane Augusta Treverorum ku czci cesarza Augusta. Inne miasta poświęcone Augustowi to Augsburg w południowo-zachodniej Bawarii oraz Augst w północnej Szwajcarii. Po reorganizacji prowincji rzymskich w Niemczech cesarz August mianował Trewir stolicą prowincji Gallia Belgica. W II wieku wybudowano mury obronne, a wjazdu do miasta broniły bramy Porta Nigra, Porta Inclyta usytuowana przy nowym moście na Mozeli, Porta Alba oraz Porta Media. Częścią murów obronnych był też amfiteatr, który służył również jako zachodnia brama wjazdowa. W II wieku zbudowano także zespół łaźni rzymskich Barbarathermen, których jedynie część podziemna zachowała się do naszych czasów.
W drugiej połowie III wieku miasto stało się siedzibą arcybiskupa, a pierwszym biskupem Trewiru był Eucharius. Pomiędzy 271 a 274 Trewir stał się stolicą samozwańczego cesarstwa galijskiego (łac. Imperium Galliarum) z antycesarzem Tetrikusem I na czele. Cesarstwo galijskie zostało z powrotem wcielone do imperium rzymskiego przez cesarza Aureliana w 274. W roku 275 Trewir najechali i złupili Frankowie i Alemanowie. Miasto odbudowano za panowania Konstancjusza I, który uczynił Treveris swoją siedzibą na lata 293–306. Trewir pełnił funkcje rezydencji władców cesarstwa zachodniorzymskiego do 395 Z 80 tys. mieszkańców w roku 300 Trewir był największym miastem na północ od Alp.
Za panowania cesarza Konstantyna Wielkiego (306-337) miasto zostało rozbudowane. Wzniesiono wiele monumentalnych budowli, m.in. pałac cesarski oraz łaźnie cesarskie (niem. Kaiserthermen). W 326 roku prywatna rezydencja rodziny cesarskiej została przebudowana do podwójnej bazyliki, której pozostałości są widoczne w Katedrze św. Piotra (niem. Trierer Dom St., Peter) oraz sąsiadującym Kościele Najświętszej Marii Panny (niem.Liebfrauenkirche). Do dziś zachowała się również aula tronowa (łac. Aula Palatina) cesarza Konstantyna, w której obecnie znajduje się kościół protestancki. Żaden z budynków łaźni nie przetrwał nienaruszony do naszych czasów.
Od roku 318 Trewir był siedzibą prefektury galijskiej (łac. Praefectus Praetorio Galliarium), jednej z dwóch najważniejszych jednostek administracyjnych w cesarstwie zachodniorzymskim, które zarządzały prowincjami zachodniorzymskimi od Maroka po Brytanię. Cesarz Konstantyn II sprawował stąd władzę w latach 328–340. Do Trewiru został wygnany z polecenia cesarza Konstantyna św. Atanazy, biskup Aleksandrii w 335 roku. W tym mieście zawiązała się jego przyjaźń z miejscowym biskupem św. Maksyminem. W roku 340 w Trewirze urodził się św. Ambroży, późniejszy biskup Mediolanu. Od roku 367, za panowania Walentyniana I, Trewir po raz kolejny stał się siedzibą cesarzy, aż do śmierci Teodozjusza I w roku 395. Przez kilka lat (383-388) był też stolicą cesarza Magnusa Maksymusa. W 407 roku, wkrótce po inwazji Galii przez Wandalów, Alanów oraz Swebów, prefektura galijska została przeniesiona do Arles nad Rodanem. W V wieku miasto było kolejno zdobywane przez Franków (około 413 i 421), a potem Hunów pod wodzą Attyli (451), by w końcu powtórnie znaleźć się w posiadaniu Franków w roku 475.

### Średniowiecze
Na mocy traktatu z Verdun Trewir stał się częścią państwa wschodniofrankijskiego, które było poprzednikiem Świętego Cesarstwa Rzymskiego. Następnie miasto było władane przez grafów. W 902 roku Trewir przeszedł we władanie arcybiskupa. Od X wieku miasto czyniło próby uniezależnienia się, tak by podlegać bezpośrednio cesarzowi. W 1212 cesarz Otto IV nadał miastu suwerenność w obrębie cesarstwa, którą podtrzymał później król Konrad IV. Suwerenność wiązała się z prawem do pobierania podatku i cła oraz niezależnym sądownictwem. W 1309 miasto musiało ponownie poddać się władzy arcybiskupa, potężnego Baldwina Luksemburskiego. Zmianę statusu miasta potwierdził w 1364 cesarz Karol IV, a następnie w 1580 najwyższy sąd cesarstwa (niem. Reichskammergericht). Aż do końca Starej Rzeszy miasto było stolicą księstwa elektorskiego (niem. Kurtrier).

### XVI–XVIII w.
W roku 1512 odbyła się w Trewirze sesja Reichstagu, podczas której ustalono podział administracyjny Świętego Cesarstwa Rzymskiego, określając granice dziesięciu okręgów (Reichskreise). W XVII wieku, w obliczu zagrożenia Trewiru podczas wojny trzydziestoletniej, książę elektor Philipp Christoph von Sötern przeniósł swoją rezydencję na zamek Philippsburg w Ehrenbreitstein niedaleko Koblencji.
W XVII i XVIII wieku Trewir był regularnie zajmowany przez wojska francuskie w czasie wojny trzydziestoletniej (1618–1648), wojny Francji z Ligą Augsburską (1689-1697), wojny o sukcesję hiszpańską (1701–1714) oraz wojny o sukcesję polską (1733–1735). W 1794 Trewir został przejęty przez rewolucyjne wojska francuskie. Na mocy pokoju w Campo Formio (1797) cesarz Franciszek II uznał wschodnią granicę Francji na Renie. Tereny leżące na zachód od Renu zostały podzielone na cztery departamenty: departament Saary ze stolicą w Trewirze, departament Mont-Tonnerre ze stolicą w Moguncji, departament Rhin-et-Moselle (Koblencja) oraz departament Rury (Akwizgran). Na mocy traktatu pokojowego w Lunéville (1801) Francja przejęła kontrolę nad księstwami na lewym brzegu Renu, a mieszkańcy Trewiru stali się obywatelami francuskimi. W 1803 roku, na żądanie Napoleona, Sejm Rzeszy pozbawił arcybiskupa Trewiru (oraz Kolonii) praw elektorskich.

### XIX–XX w.
Po wygranej Francuzów w Bitwie pod Hohenlinden i Pokoju w Lunéville Francja utrzymała kontrolę nad księstwami na lewym brzegu Renu, rezygnując ze swych roszczeń do terytoriów na brzegu prawym, dlatego mieszkańcy Trewiru pozostali obywatelami Francji. W 1803 roku został powołany w mieście Sąd Apelacyjny dla czterech francuskich departamentów. Wojska pruskie zajęły miasto w styczniu 1814 roku i Trewir został wcielony do Królestwa Prus. W 1818 roku urodził się tutaj w żydowskiej rodzinie Karol Marks. W 1871 roku, po wojnie z Francją, Trewir stał się częścią nowo utworzonego cesarstwa niemieckiego. W 1876 roku zburzono cztery bramy miejskie.
Po I wojnie światowej, od 1918 do czerwca 1930 roku, Trewir zajmowały wojska francuskie. 16 lutego 1919 zawarto rozejm w Trewirze, strona niemiecka w nim została zmuszona do rozszerzenia układu o zawieszeniu broni z 11 listopada 1918 r. na front wielkopolski, co spowodowało zaprzestanie walk przeciwko powstańcom wielkopolskim.
W 1938 roku podczas nocy kryształowej została zbezczeszczona przez nazistów żydowska synagoga. 19, 21 i 23 grudnia 1944 roku w czasie II wojny światowej miasto zostało zbombardowane przez lotnictwo brytyjskie i amerykańskie, w wyniku czego nastąpiły poważne zniszczenia i zginęło około 400 osób. Alianci zajęli Trewir bez większych strat 2 marca 1945 roku.
Po wojnie miasto włączono do Nadrenii-Palatynatu. W 1970 roku otwarto w mieście uniwersytet.
W 1986 roku rzymskie zabytki Trewiru, katedrę św. Piotra (Dom St. Peter) oraz kościół Najświętszej Marii Panny (Liebfrauenkirche) wpisano na listę dziedzictwa kulturowego UNESCO.

## Zabytki

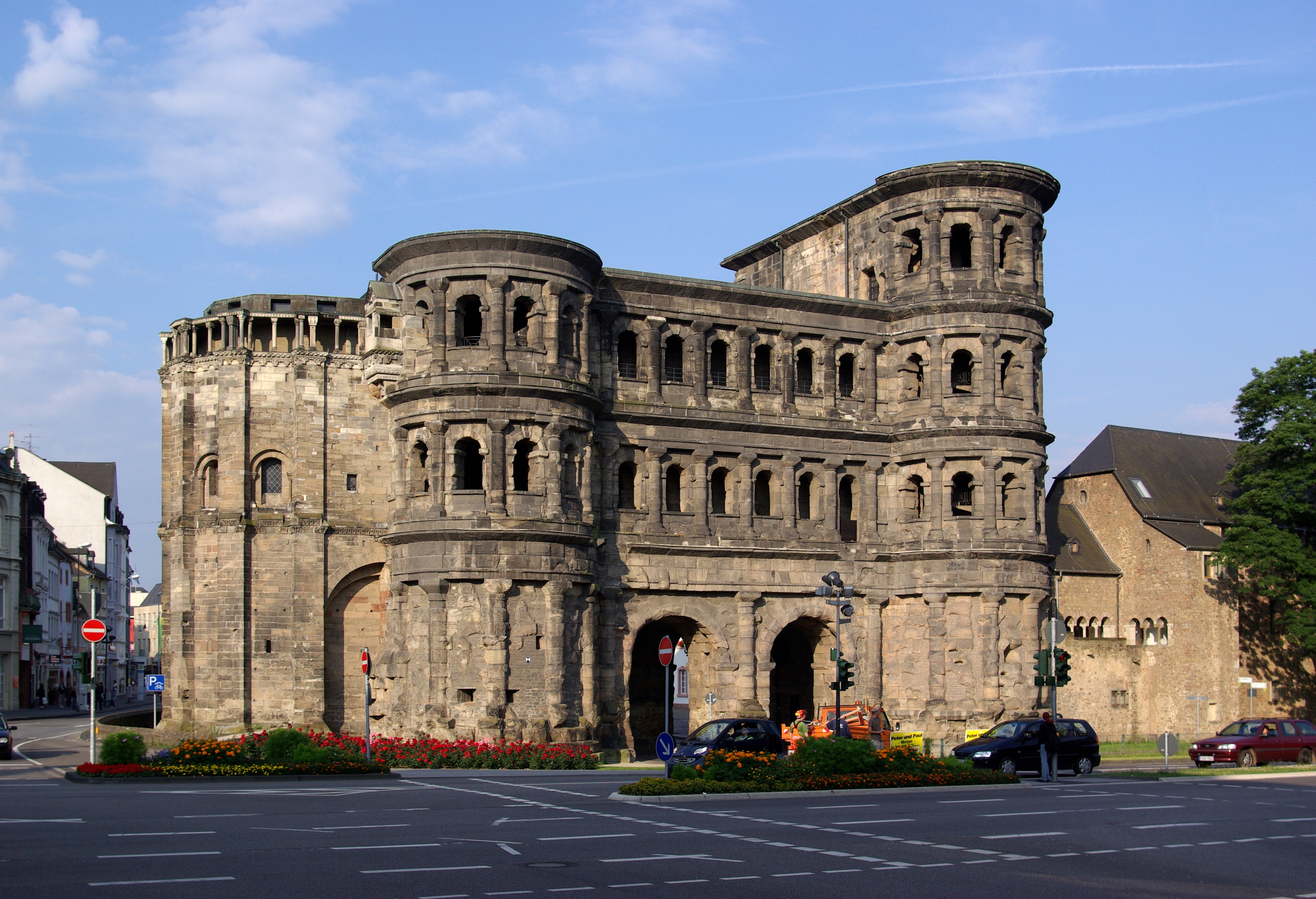
Porta Nigra

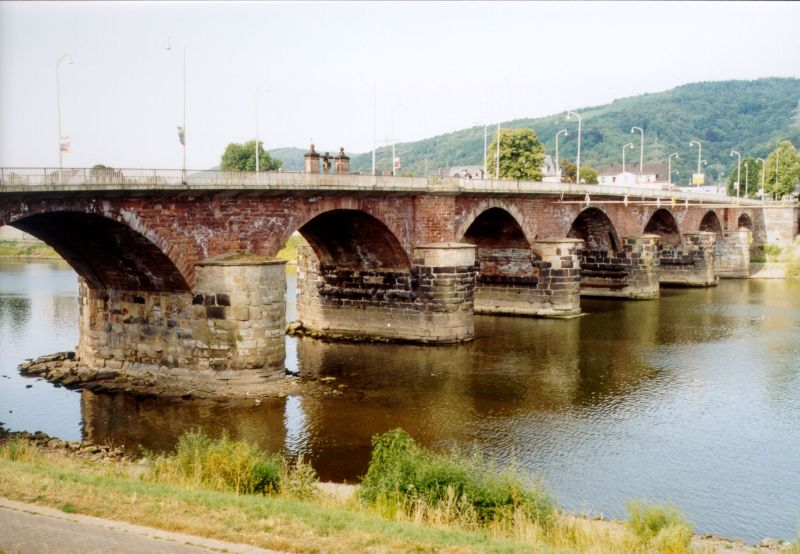
Most rzymski

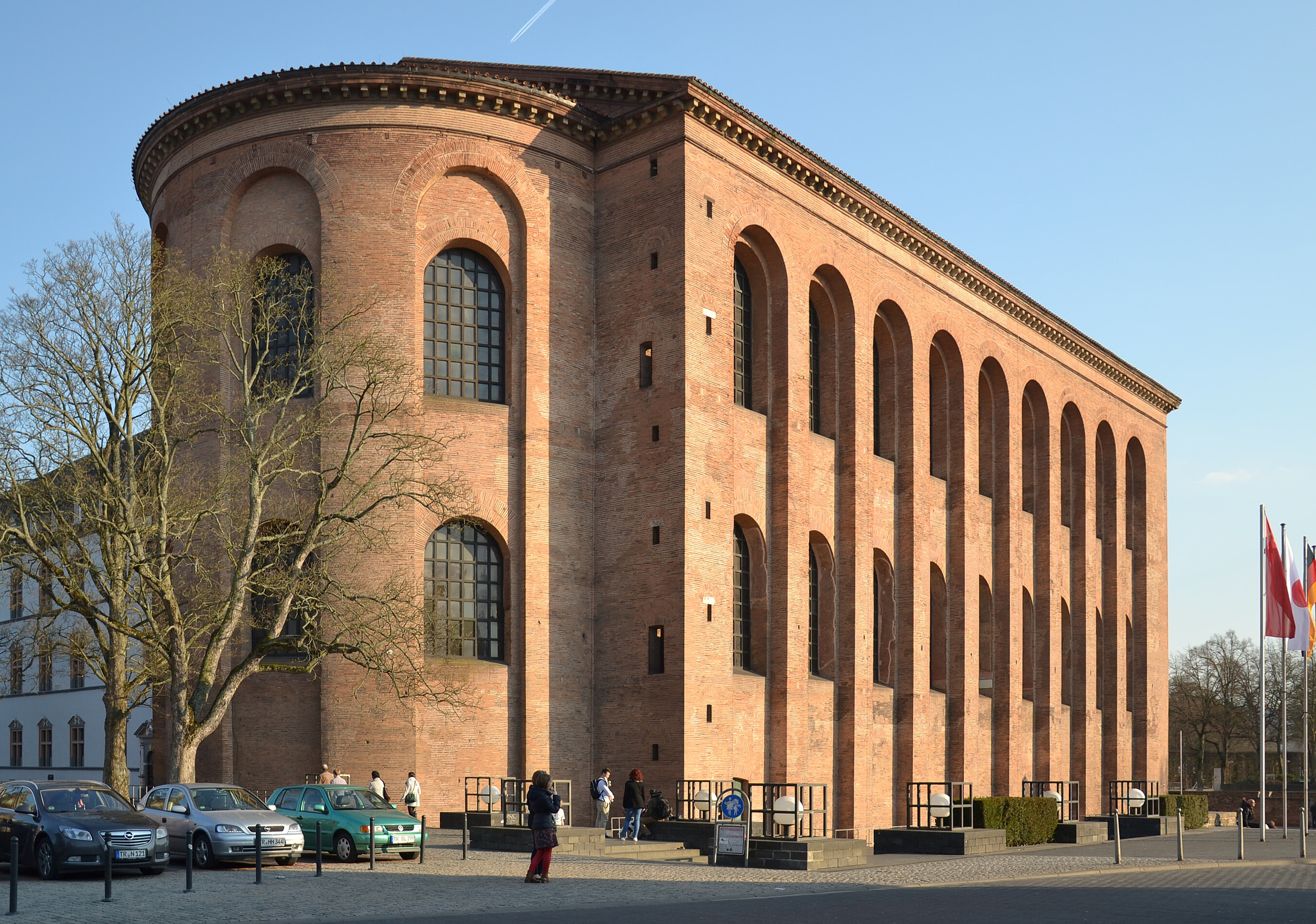
Bazylika Konstantyna

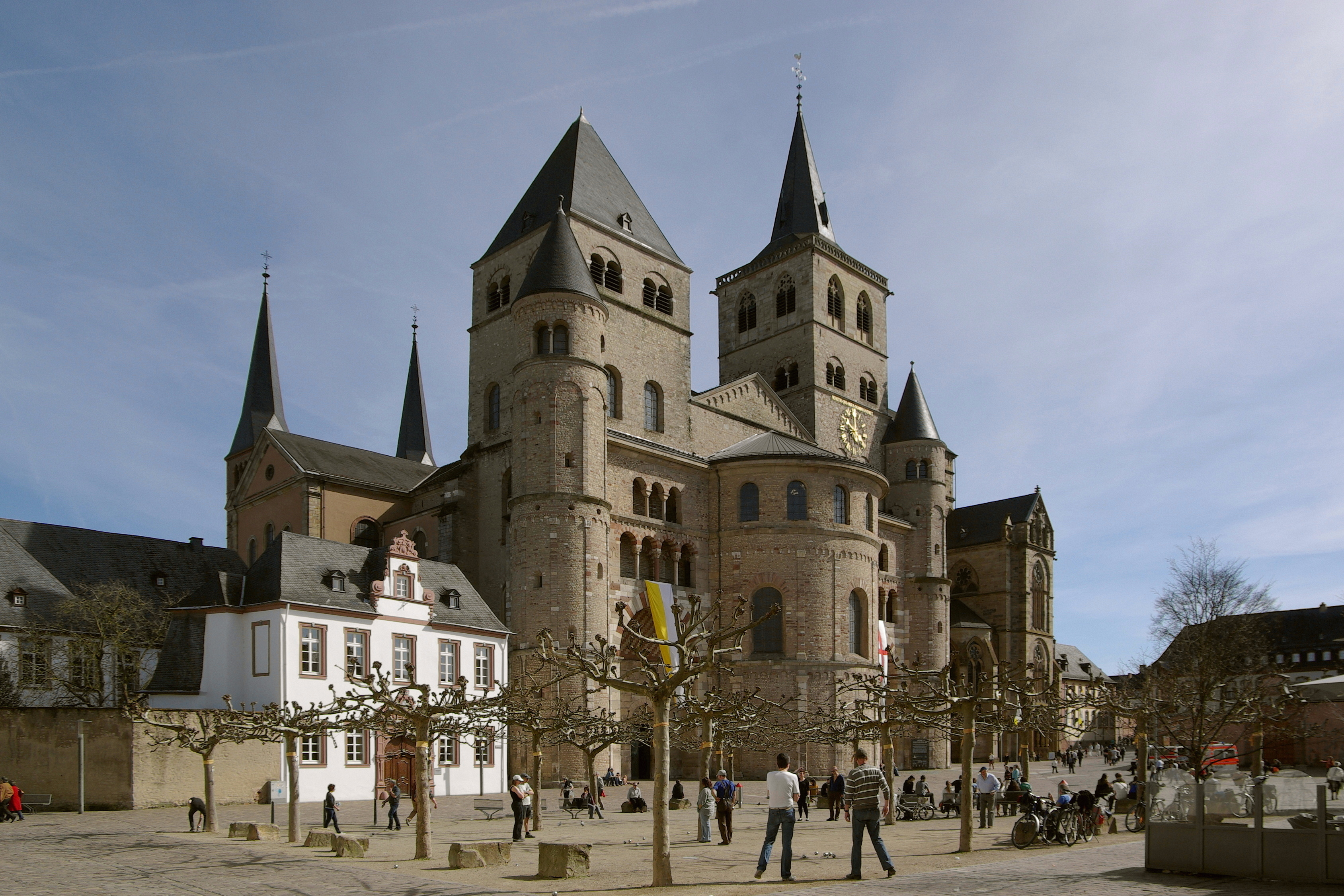
Katedra św. Piotra (Dom St. Peter)

Obiekty znajdujące się na liście dziedzictwa kulturowego UNESCO:
- Porta Nigra
- amfiteatr rzymski
- Termy Cesarskie oraz kompleks łaźni rzymskich z II wieku Barbarathermen
- Bazylika Konstantyna, czyli sala tronowa Konstantyna Wielkiego
- rzymski most na Mozeli
- Kolumna w Igel (niem. Igeler Säule)
- Katedra św. Piotra (Dom St. Peter)
- gotycki Kościół Najświętszej Marii Panny (niem. Liebfrauenkirche)

Inne zabytki w Trewirze:
- średniowieczny Rynek Główny (niem. Hauptmarkt) wraz z późnogotycką Steipe (dawną salą bankietową władz miejskich), Czerwonym Domem (niem. Rotes Haus), kościołem św. Gangolfa (St. Gangolf), Marktkreuz oraz fontanną św. Piotra
- dom Trzech Króli (niem. Dreikönigenhaus) wczesnogotycki dom przy ulicy Simeonstrasse
- klasztor św. Szymona
- Kościół św. Paulina (St. Paulin)
- opactwo benedyktyńskie św. Macieja
- Kościół Jezuitów
- żurawie nad Mozelą: Stary Żuraw (niem. Alter Krahnen) z 1413 roku oraz barokowy Młodszy Żuraw (niem. Jüngerer Krahnen, inaczej zwany też (Alte) Zollkran) z 1774
- zamek Elektorski (niem. Kurfürstliches Schloss)
- rokokowy Pałac Książąt Elektorów (niem. Rococo-Palais der Kurfürsten)
- dom Karola Marksa
- cmentarz żydowski

Ponadto w Katedrze świętego Piotra (Dom St. Peter) w Trewirze znajduje się tzw. Suknia z Trewiru, czyli szaty w których według tradycji Jezus Chrystus przeszedł Drogę Krzyżową. Zostały one podarowane przez Helenę, cesarzową rzymską.

## Gospodarka
W mieście rozwinął się przemysł metalowy, spożywczy, włókienniczy, maszynowy, gumowy, ceramiczny oraz skórzany.

## Kolej
W mieście znajdują się stacje kolejowe: Trier Hauptbahnhof i Trier Süd.

## Współpraca
Miejscowości partnerskie:

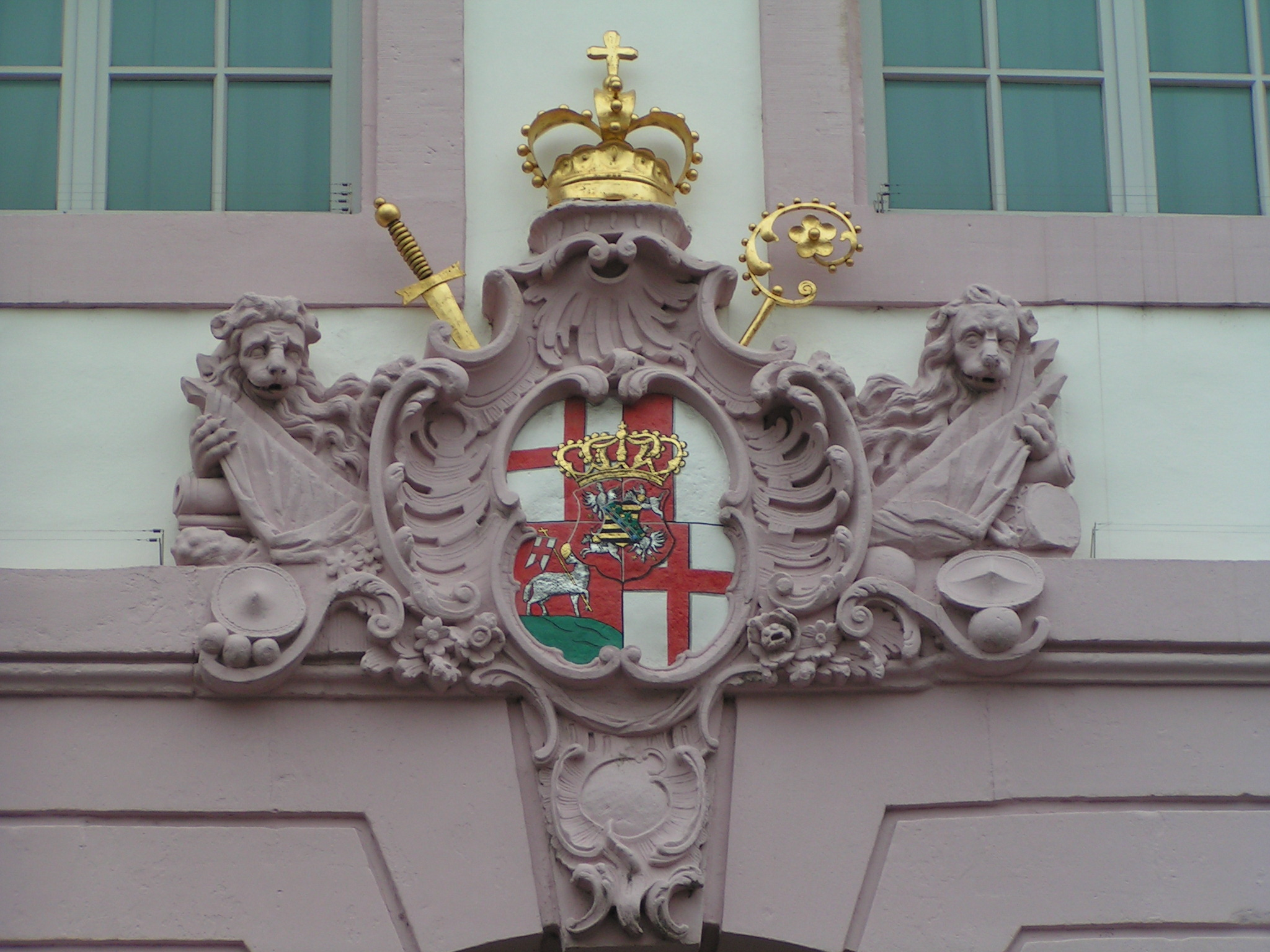
Herb polsko-saski na Pałacu Walderdorff

- 's-Hertogenbosch, Holandia
- Ascoli Piceno, Włochy
- Fort Worth, Stany Zjednoczone
- Gloucester Wielka Brytania
- Metz, Francja
- Nagaoka, Japonia
- Pula, Chorwacja
- Weimar, Turyngia
- Xiamen, Chiny